# El libro de los jardines colgantes

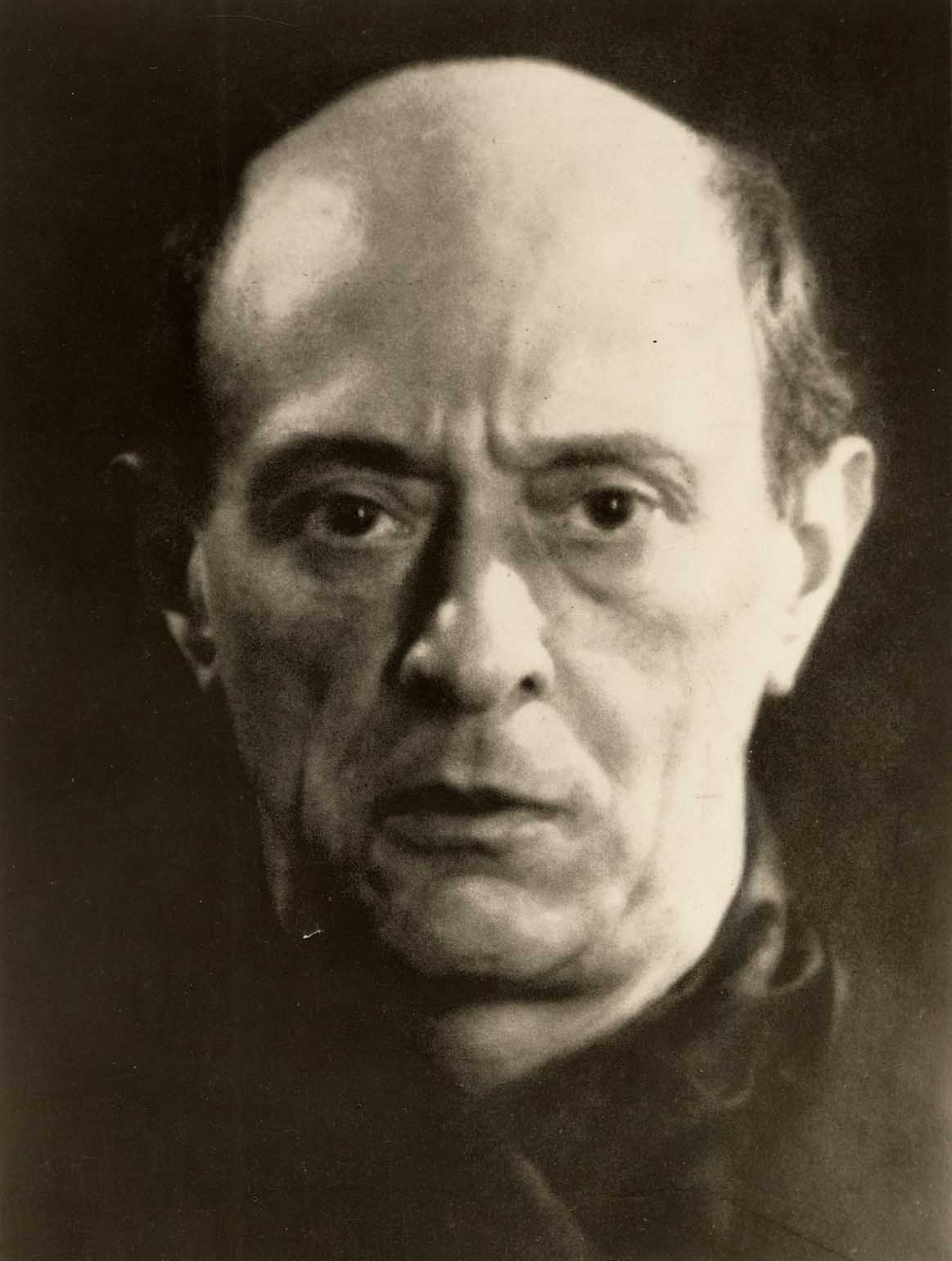
Arnold Schoenberg, fotografía de Man Ray, 1927.

El libro de los jardines colgantes (título original en alemán, Das Buch der Hängenden Gärten) es un ciclo de canciones en quince partes compuesto por Arnold Schönberg entre 1908 y 1909, musicando poemas de Stefan George. Los poemas de George, también del mismo título, siguen la fallida historia de amor de dos jóvenes adolescentes en un jardín, y que termina con la marcha de la mujer y la desintegración del jardín. El ciclo de canciones está previsto para voz sola y piano. El Libro de los jardines colgantes se aparta del orden musical convencional a través de su uso de la atonalidad.

## Contexto biográfico y cultural
El libro de los jardines colgantes sirvió como el comienzo del período atonal en la música de Schönberg. Las composiciones atonales, a las que Schönberg se refería como “pantonal”, contiene típicamente rasgos como la falta de una tonalidad central, disonancia armónica dominante más que consonancia, y una ausencia en general de progresiones melódicas tradicionales.  Este período de atonalidad se vino a relacionar habitualmente con el movimiento expresionista, a pesar del hecho de que Schönberg raramente se refiere al término "expresionismo" en sus escritos.  Quisiera o no esa relación con el movimiento, Schönberg expresa una positividad ambigua con su descubrimiento de este nuevo estilo en una nota de programa para la primera interpretación en 1910 de El libro de los jardines colgantes:

Con las canciones de [Stefan] George por primera vez he logrado aproximarme a un ideal de expresión y forma que ha estado en mi mente durante muchos años. Hasta ahora carecí de la fuerza y la confianza de hacerlo realidad. Me veo forzado en esta dirección… no porque mi invención o técnica sean inadecuadas, sino [porque] obedezco a una compulsión interna, que es más fuerte que cualquier formación.  Obedezco el proceso formativo que, siendo el natural para mi, es más fuerte que mi educación artística.

El libreto de Schönberg trasciende los poemas de amor trágico de George y se convierte en una reflexión más honda sobre el estado de ánimo de Schönberg durante esta época cuando miraba su vida personal. Los poemas narran el asunto amoroso que fracasa sin afirmando explícitamente la causa de su desaparición.  En 1907 la esposa de Schöenberg, Mathilde, lo abandonó a él y a sus dos hijos, por Richard Gerstl, un pintor con el que Schönberg tenía una estrecha amistad y para quien a menudo Mathilde actuó como modelo. Con el tiempo, ella volvió con la familia, pero no antes de que Schönberg descubriera los poemas de George y empezara a inspirarse en ellos.